# 阿瑜陀耶王国灭亡后的骚乱

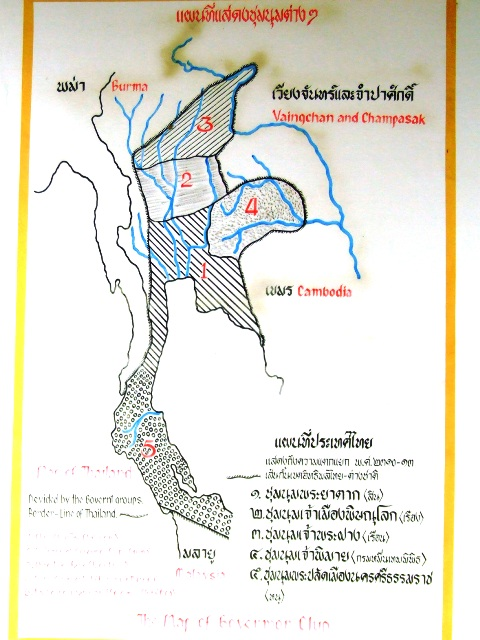
五個割據王國

第二次阿瑜陀耶陷落後的騷亂是指第二次阿瑜陀耶陷落之戰之後暹羅（今泰國）的一個混亂時期。
1767年，緬甸攻陷阿瑜陀耶，阿瑜陀耶王國滅亡。泰國沒有國王，陷入領主割據狀態中。其中主要勢力共有五個（如右圖所示）：
1. 披耶·達信，以莊他武里府為中心，佔據東部沿海至柬埔寨邊界。
2. 昭披耶·彭世洛 (倫·羅沖古)，佔據彭世洛府、那空沙旺府。
3. 春暖·昭拍·方，佔據難府、帕府。
4. 公摩萬·貼披披，佔據呵叻府。
5. 昭披耶·那空是貪瑪叻 (努)，佔據那空是貪瑪叻府。

後來這些勢力相繼被披耶·達信平定，披耶·達信後來遷都吞武里，建立吞武里王國。